# Satchelliella
Satchelliella är ett släkte av tvåvingar som beskrevs av Vaillant 1979. Satchelliella ingår i familjen fjärilsmyggor.

## Dottertaxa tillSatchelliella, i alfabetisk ordning[1][2]
- Satchelliella ariegica
- Satchelliella arvernica
- Satchelliella borealis
- Satchelliella bucegiana
- Satchelliella bucegica
- Satchelliella canariensis
- Satchelliella canescens
- Satchelliella compta
- Satchelliella crispi
- Satchelliella cubitospinosa
- Satchelliella delphiniensis
- Satchelliella dissimilis
- Satchelliella distincta
- Satchelliella extricata
- Satchelliella fonticola
- Satchelliella gracilis
- Satchelliella hellenica
- Satchelliella hirticornis
- Satchelliella inflata
- Satchelliella joosti
- Satchelliella kandavanica
- Satchelliella longistylis
- Satchelliella malickyi
- Satchelliella marinkovici
- Satchelliella mutua
- Satchelliella narsanica
- Satchelliella nubila
- Satchelliella omogoensis
- Satchelliella opaca
- Satchelliella palustris
- Satchelliella pilularia
- Satchelliella plumicornis
- Satchelliella propinqua
- Satchelliella pyrenaica
- Satchelliella reghayana
- Satchelliella sandaliae
- Satchelliella schachti
- Satchelliella stammeri
- Satchelliella stylata
- Satchelliella sziladyi
- Satchelliella tarae
- Satchelliella thomasi
- Satchelliella tjentistensis
- Satchelliella trivialis
- Satchelliella ussurica
- Satchelliella vaillanti
- Satchelliella vandeli